# Anneke Wills
Anneke Wills, née Anna Katarina Willys le 20 octobre 1941, est une actrice anglaise ayant tourné dans de nombreuses séries télévisées britanniques et est principalement connue pour son rôle de Polly dans la série anglaise Doctor Who ainsi qu'Evelyn McClean dans la série Strange Report.

## Biographie

### Enfance
Anna Katarina Wilys est née de Anna et Alaric Wilys. Née durant la Seconde Guerre mondiale, son père est alors militaire dans l'armée de terre britannique et assez absent et elle dit avoir passé beaucoup de temps avec son frère, enfant, chez un aristocrate aveugle. Celui-ci les auraient emmenés souvent en voyage dans différents coins de l'Angleterre. À 11 ans, elle vit sur un bateau à Bray dans le Berkshire

### Carrière
Anna commence son premier rôle à l'âge de 11 ans dans un film nommé Child Plays par un rôle d'arrière plan qui rapportera 9£ à sa mère. Cela lui donne l'envie de devenir comédienne et adolescente elle s'inscrit à la "Arts Educational Schools" et à la Royal Academy of Dramatic Art de Londres. Elle devient rapidement une comédienne occupée et incarne l'un des principaux personnages dans une adaptation télévisée du livre The Railway Children et compte de nombreuses apparitions dans les séries télé dans les années 1960. Elle joue des rôles dans Chapeau melon et bottes de cuir et fait partie du casting principal de la série Strange Report
De 1966 à 1967 elle joue le rôle de Polly dans la série Doctor Who aux côtés de William Hartnell puis de Patrick Troughton. Elle reprend ce rôle à la fin des années 1990 dans des pièces radiophoniques autour de Doctor Who, dans les commentaires DVD de la série et devient assez populaire dans les conventions consacrées à la série.

### Vie privée
À l'âge de 17 ans elle entretient une relation amoureuse avec l'acteur Anthony Newley avant qu'il n'épouse l'actrice Joan Collins. Dans les années 1960, elle est l'une des habitués d'un club nommé "The Etablishment" et y fréquente notamment Sammy Davis, Jr. et Dudley Moore.
Elle se marie avec l'acteur Michael Gough en 1962 et en divorce à cause des infidélités de celui-ci en 1979. Vers la fin des années 1970, elle visite l'Inde, le Viêt Nam et le Laos et fréquente de nombreux Ashram. Elle se remarie deux fois et vit dorénavant en Californie.